# La Folie (álbum)
La Folie é o sexto álbum de estúdio da banda de pós-punk e new wave, The Stranglers. Foi lançado em 9 de novembro de 1981, pela Liberty Records.

## Visão Geral
Os Stranglers tinha sido inicialmente a banda de maior sucesso comercial do novo período do punk/new wave na Grã-Bretanha, mas por volta de 1981, o seu sucesso tinha diminuído consideravelmente.
O álbum foi uma tentativa de entregar um produto mais comercial. A gravadora da banda , a EMI , enviou-os para o estúdio com o produtor musical Tony Visconti , dando-lhe um breve "produzir cada música como se fosse um único hit"
O título de língua francesa do álbum se traduz literalmente como "loucura". Em diversas entrevistas , a banda contou que este se referia a " The Madness of Love" e que, conceitualmente , cada uma das canções do álbum foi concebido para explorar um tipo diferente ou aspecto de " amor ".
Também disseram que a faixa-título era baseada na história de Issei Sagawa.
Tem havido muita controvérsia em torno das letras de "Golden Brown" . Em seu livro de 2001, The Stranglers Song By Song , Hugh Cornwell afirma claramente que "Trata-se de heroína e também sobre uma menina " . Essencialmente as letras descrevem como " tanto me proporcionou momentos agradáveis.

## Faixas
Todas as letras foram escritas por The Stranglers ( Hugh Cornwell , Jean- Jacques Burnel , Dave Greenfield , Jet Black) , exceto " Ain't Nothin' to It", de Milton Mezzro
1. Non Stop - 2:28
2. Everybody Loves You When You're Dead - 2:42
3. Tramp - 3:06
4. Let Me Introduce You to the Family - 3:06
5. Ain't Nothing to It - 3:58
6. The Man They Love To Hate - 4:25
7. Pin Up - 2:49
8. It Only Takes Two to Tango - 3:40
9. Golden Brown - 3:30
10. How to Find True Love and Happiness in the Present Day - 3:08
11. La Folie - 6:10

A reedição em CD de 2001 , foram acrescentados seis faixas bônus :
1. Cruel Garden
2. Cocktail Nubiles
3. Vietnamerica
4. Love 30
5. You Hold the Key to my Love in your Hands
6. Strange Little Girl

## Lançamento
La Folie foi precedido pelo lançamento do primeiro single do álbum, "Let Me Introduce You to the Family" lançado em 2 de novembro de 1981 e atingindo o número 42 no UK singles chart. .La Folie foi lançado sete dias depois.
Após o seu lançamento , La Folie parecia que ia ser um fracasso de vendas, mas foi impulsionado pelo sucesso do segundo single do álbum , "Golden Brown" , lançado em 10 de Janeiro de 1982 e atingindo o número 2 na parada de singles., o álbum finalmente alcançou a posição No. 11 na UK Albums Chart , gastando 18 semanas na parada.
Mais um single foi retirado do álbum, a faixa título do álbum " La folie " , em 20 de Abril de 1982, que chegou a posição No. 47.

## Ficha Técnica
- Hugh Cornwell  -  guitarra, vocais
- Jean-Jacques Bernel  -  baixo, vocais
- Dave Greenfield  -  teclado, vocais
- Jet Black - bateria